# پی‌اس‌آر بی۱۸۲۹−۱۰
پی‌اس‌آر بی۱۸۲۹−۱۰ یک ستاره است که در صورت فلکی سپر قرار دارد.